# Schloss Großsachsenheim

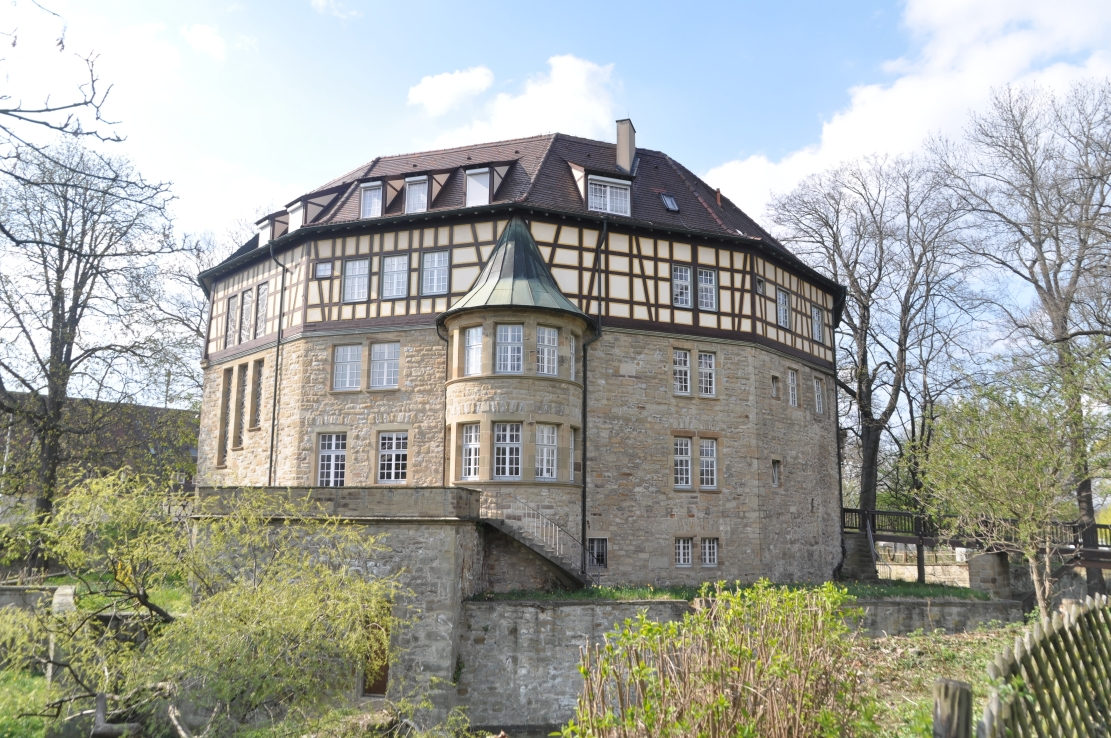
Schloss Großsachsenheim

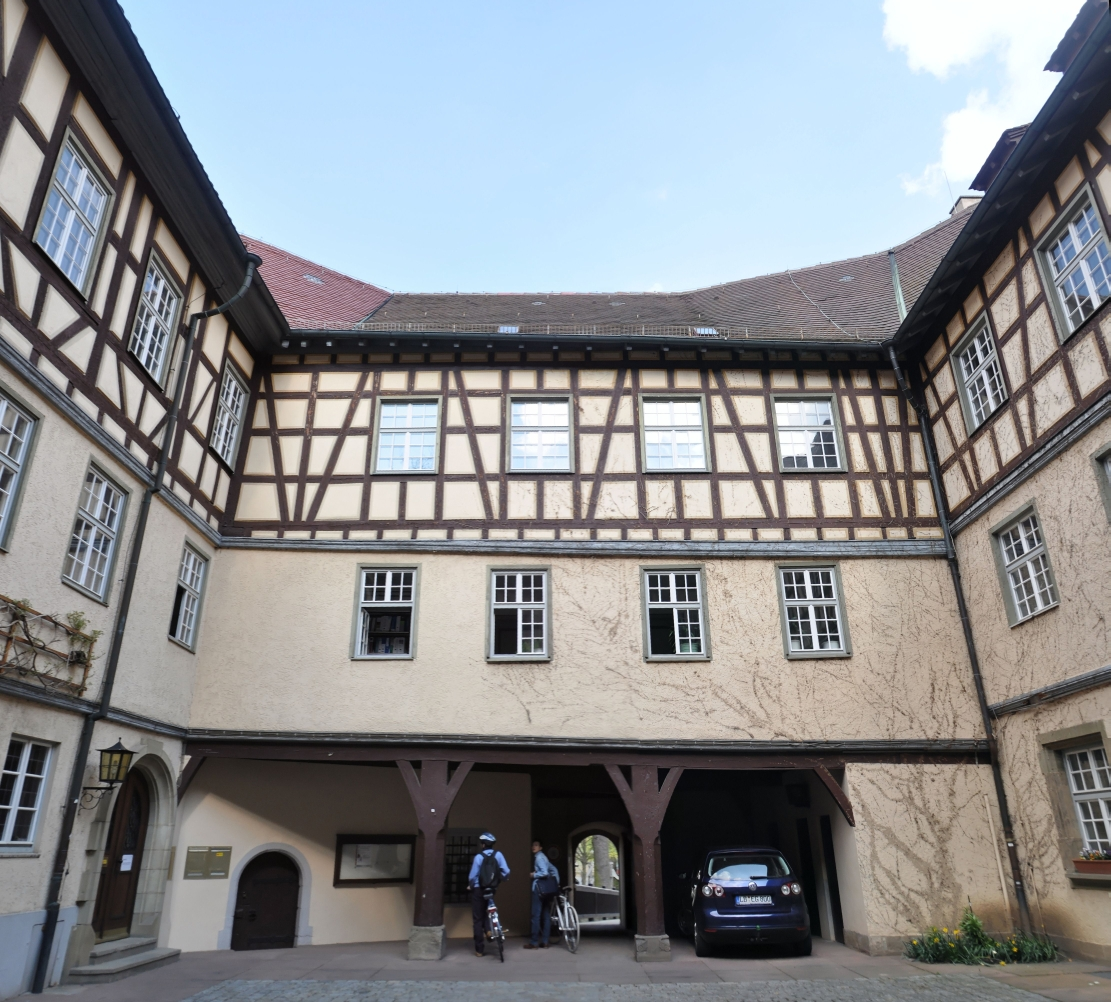
Quadratischer Innenhof

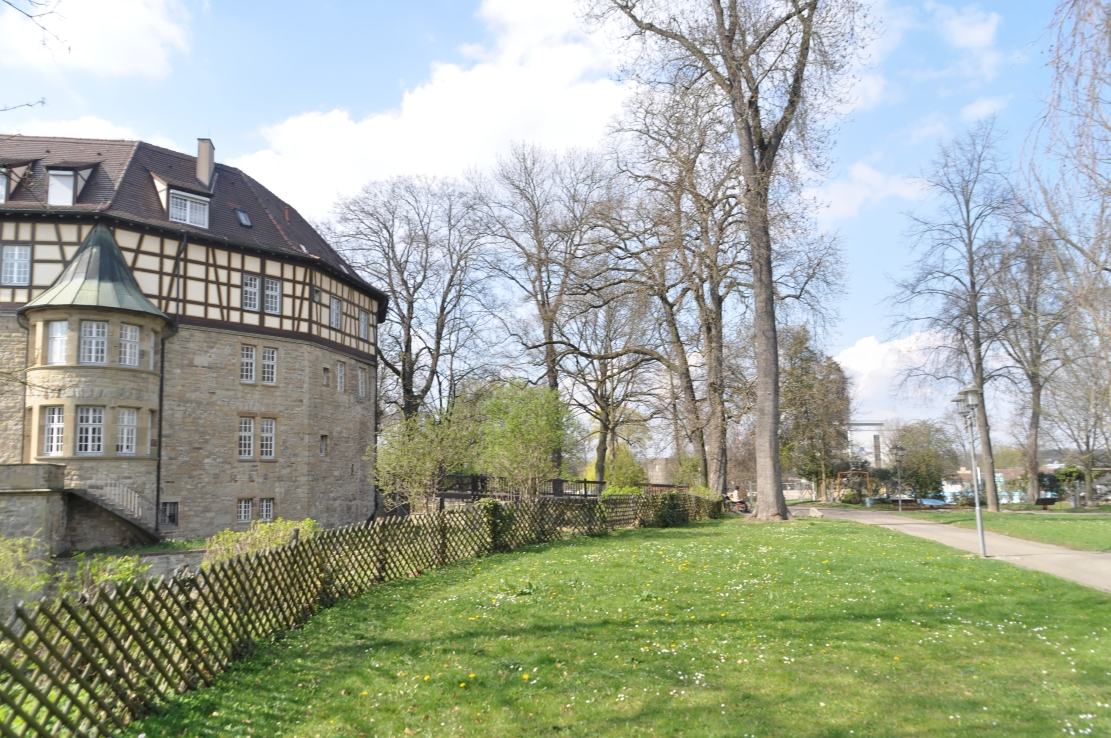
Schlosspark

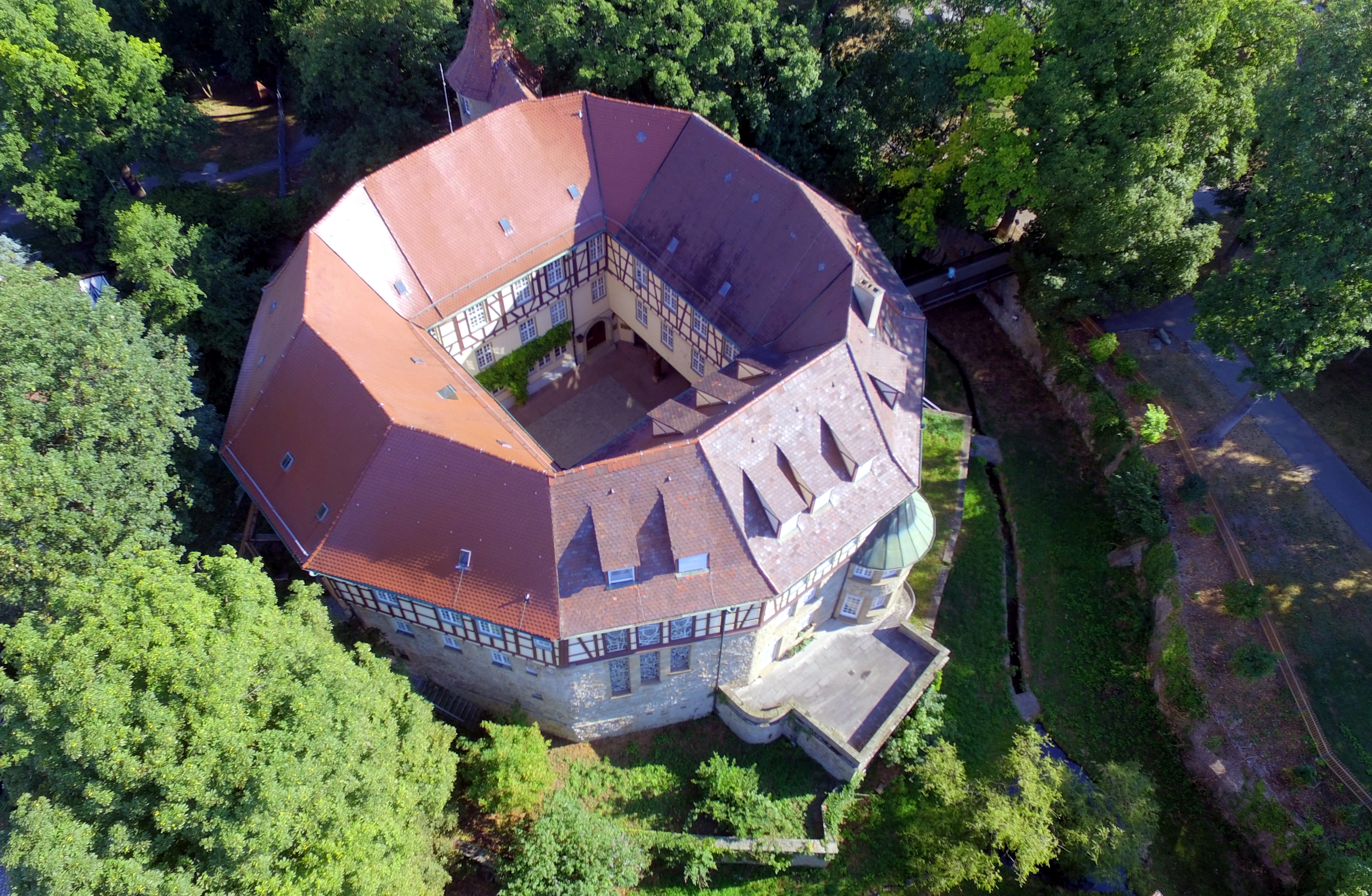
Luftaufnahme: Schloss Sachsenheim (heute Stadtverwaltung) aus Richtung Südwest

Das Schloss Großsachsenheim ist ein ehemaliges Wasserschloss in Sachsenheim im Landkreis Ludwigsburg in Baden-Württemberg.

## Geschichte
Anstelle einer vom Landesdenkmalamt belegten Vorgängerburg aus dem 11. Jahrhundert wurde hier im 13. Jahrhundert eine Burg mit nachweisbarem Bergfried am Südflügel als Stammsitz der Herren von Sachsenheim erstellt. Umgebaut zum Schloss bildet die Anlage inzwischen ein fast regelmäßiges Zwölfeck mit einem quadratischen Innenhof und außen einem ehemaligen Wassergraben. Große Teile der heutigen Anlage wurden 1544 nach einem Brand im Jahr 1542 unter Einbezug alter Gebäudeteile von Reinhard von Sachsenheim errichtet. Mit ihm starb dieses Adelsgeschlecht 1560 aus. Das Schloss fiel mit der Herrschaft Sachsenheim an das Haus Württemberg.
Für den Brand von 1542 soll nach alter Sage das im Sachsenheimer Schloss ansässige Klopferle verantwortlich sein. Dieses sitzt als gotisches Steinmännlein an der Brücke. Über dem Rundbogeneingang mit dem alten und neuen Sachsenheimer Wappen wird der Neubau mit der Zahl 1544 dokumentiert.
Im Jahr 1823 brannte der Südflügel des Schlosses ab. 1828 verkaufte Württemberg das Schloss an den General von Misani, der es 1846 an den Freiherrn von Röder weiterverkaufte. Nach mehreren Besitzerwechseln gelangte das Schloss 1938 in den Besitz des Reichsbunds für Leibesübungen. In der Endphase des Zweiten Weltkriegs nutzte die französische Armee das Schloss als Kasino, Stabsquartier und Gefängnis. Seit 1952 wird das Schloss als Rathaus genutzt.

## Nebengebäude
Innerhalb des Wassergrabens befindet sich der Äußere Schlosshof. Hier finden sich Überreste der Vorburg, frühere Ökonomiegebäude des Schlosses wie der im 17. Jahrhundert erbaute Fruchtkasten, die Neue Meierei von 1714, die Alte Meierei, ca. 1600 erbaut, sowie das ehemalige Vogtshaus von 1493, das heute Pfarrhaus ist. Weiterhin stand dort die Zehntscheuer, die allerdings 1903 abbrannte.
Im etwa zwei Hektar großen Schlosspark befindet sich das sogenannte Teehaus von 1629.